# Кріпенський
Кріпенський (Шахтний рудник — 1777 р., СМТ шахти 22-53 — 1938 р. ) — селище в Україні, в Антрацитівській міській громаді Ровеньківського району Луганської області.

## Населення

### Мова
Розподіл населення за рідною мовою за даними перепису 2001 року:
| Мова            | Кількість | Відсоток |
| --------------- | --------- | -------- |
| російська       | 5825      | 75.72%   |
| українська      | 1842      | 23.94%   |
| білоруська      | 6         | 0.08%    |
| вірменська      | 5         | 0.06%    |
| грецька         | 1         | 0.02%    |
| інші/не вказали | 14        | 0.18%    |
| Усього          | 7693      | 100%     |